# Reninus salvini
Reninus salvini är en skalbaggsart som först beskrevs av Lewis 1888.  Reninus salvini ingår i släktet Reninus och familjen stumpbaggar. Inga underarter finns listade i Catalogue of Life.